# Дунавска комисија
Дунавска комисија је међународна организација дунавских земаља за пловидбу и превоз Дунавом.
Циљ организације је слободна пловидба Дунавом и заштита интереса дунавских земаља, и стварање ближих економских и културних веза земаља чланица с другим земљама. Свака земља чланица задужена је за управљање властитим делом реке. Комисија је одговорна за стварање техничког и правног оквира за пловидбу Дунавом.
Дунавска комисија је међународна организација основана за потребе имплементације Конвенције о пловидби на реци Дунав, потписаној у Београду, 18. августа 1948. године.
Ова организације није исто што и Међународна комисија за заштиту Дунава која је основана 1998. године, и чији је главни циљ заштита воде и околине Дунава.
Свака земља има једног представника у комисији, између којих се на мандат од три године бирају председник, потпредседник и секретар.
Седиште организације је од 1954. године у Будимпешти у Мађарској. Службени језици су немачки, француски и руски.

## Државе чланице
Државе чланице Дунавске комисије су:
- Немачка
- Аустрија
- Бугарска
- Хрватска
- Мађарска
- Молдавија
- Румунија
- Русија
- Србија
- Словачка
- Украјина[1]

Државе са статусом посматрача у Дунавској комисији су:
- Француска
- Турска
- Холандија
- Чешка
- Белгија
- Грчка
- Кипар
- Грузија
- Македонија
- Црна Гора[2]

## Историја
Прва Дунавска комисија је створена Париским мировним споразумом који је потписан 1856. године, и којим је окончан Кримски рат. Ова комисија је трајала до 1938. године.
Данашња комисија је створена конференцијом у Београду која је одржана 18. августа 1948. године. Споразум су потписале Бугарска, Мађарска, Румунија, Чехословачка, Украјина, Совјетски Савез и Југославија, а ступио је на снагу 1949. године. Године 1960. је у комисију примљена и Аустрија, а Немачка је у комисију ушла тек 1998. године, педесет година након оснивања. Њеном ранијем чланству противио се СССР.